# Guerra Ibérica
A Guerra Ibérica (em georgiano: იბერიული ომი) foi travada entre 526 e 532 entre o Império Bizantino e o Império Sassânida pelo controle do Reino da Ibéria, de origem georgiana.

## Contexto
Após a Guerra Anastácia, uma trégua de sete anos foi acordada entre as duas potências, mas ela acabou perdurando por quase vinte. Mesmo durante a guerra, em 505, o imperador Anastácio I Dicoro (r. 491–518) já havia começado a fortificar Dara como uma resposta à cidade fortificada persa de Nísibis no caso de um conflito.
Em 524-525, o xá sassânida Cavades I (r. 488–496; 499–531) propôs que o imperador Justino I (r. 518–527) adotasse seu filho, Cosroes I (r. 531–579); a prioridade do rei persa era assegurar sua sucessão, que estava ameaçada por seus irmãos e pela seita dos mazdaquitas. A proposta foi inicialmente recebida com entusiasmo pelo imperador bizantino e por seu sobrinho, Justiniano (r. 527–565), mas o questor do palácio sagrado de Justino, Próculo, se opôs. Apesar da ruptura das negociações, não foi até 530 que uma guerra aberta na fronteira oriental irrompeu. Até lá, os dois lados preferiram travar uma guerra através de estados-fantoche, os aliados árabes ao sul e os hunos ao norte.
Tensões entre as duas potências se acirraram ainda mais com a deserção do rei ibérico Gurgenes (r. ca. 526  ) para o lado dos bizantinos. De acordo com Procópio, Cavades I tentou forçar os cristãos da Ibéria a se converterem ao zoroastrismo e eles se revoltaram, sob a liderança de Gurgenes, em 524-525 contra a Pérsia, seguindo o exemplo do reino vizinho, também cristão, de Lázica. Gurgenes recebeu o promessas de Justino I de que ele protegeria a Ibéria; os romanos de fato recrutaram os hunos ao norte do Cáucaso para ajudá-los depois disso.

## Guerra
A violência aumentou nos vários pontos de contato entre os dois impérios: em 525, uma frota romana transportou um exército axumita para conquistar o Iêmen himiarita e, em 525-526, os árabes aliados dos persas, os lacmidas, atacaram os territórios bizantinos fronteiriços. Já em 526-527, confrontos abertos entre os dois impérios irromperam no Transcáucaso e na Mesopotâmia, e os persas continuaram a pressionar os bizantinos para extorquir-lhes mais dinheiro. Após a morte do imperador Justino em 527, Justiniano ascendeu. Os primeiros anos da guerra favoreceram aos persas: em 527, a revolta ibérica foi esmagada, uma ofensiva bizantina contra Nísibis (atual Nusaybin) e Tebeta no mesmo ano fracassou e as tentativas de fortificar Tanúris e Melabasa não tiveram sucesso por causa de ataques persas.
Em 528, os sassânidas se lançaram a partir da Ibéria com o objetivo de capturar os fortes na Lázica oriental. Tentando remediar as deficiências reveladas por estes sucessos persas, Justiniano reorganizou os exércitos orientais dividindo o comando do mestre dos soldados do Oriente (magister militum per Orientem) em dois e nomeando um segundo mestre para a Armênia comandando a porção setentrional. A mais importante iniciativa no fronte meridional em 528 foi a expedição de Belisário a Tanúris, onde ele tentou proteger os trabalhadores romanos que tentavam construir um forte na fronteira. Destrutivos raides na Síria realizados pelos lacmidas em 529 encorajaram Justiniano a reforçar seus próprios aliados árabes e ele auxiliou o líder dos gassânidas (árabes cristãos), Flávio Aretas, a consolidar seu poder na forma de um reino que manteve o domínio sobre a região - inclusive contra os lacmidas - pelas décadas seguintes.
Em 530, Belisário liderou os romanos à vitória sobre um exército persa muito maior, liderado por Perozes, através de suas habilidades militares superiores na batalha de Dara, enquanto Sitas e Doroteu derrotaram um exército persa sob Mermeroes em Satala. Em 531, Belisário foi derrotado pelas forças combinadas de persas e lacmidas na Batalha de Calínico, mas, no verão do mesmo ano, os romanos capturaram alguns fortes na Armênia e efetivamente conseguiram repelir a ofensiva persa. O fracasso romano em Calínico foi seguido por uma comissão de inquérito cujo resultado foi a dispensa de Belisário de suas funções.

## Trégua
O enviado de Justiniano, Hermógenes, visitou Cavades logo depois da Batalha de Calínico para tentar reabrir as negociações, mas não teve sucesso. Por isso, imperador tentou reforçar sua posição tentando, ao mesmo tempo, abordar Cavades no fronte diplomático. O xá morreu logo depois e, na primavera de 532, novas negociações se iniciaram entre os enviados romanos e o novo rei persa, Cosroes I, que precisava devotar sua atenção à consolidação de sua própria posição. Os dois lados finalmente chegaram num acordo e a "Paz Eterna", que duraria menos de oito anos, foi assinada em setembro de 532. Ambos os lados concordaram em devolver os territórios ocupados e os romanos fizeram um pagamento único de 110 centenária (5 000 quilos de ouro). Os romanos recuperaram os fortes lazes e a Ibéria permaneceu sob controle persa, enquanto que todos os ibéricos cristãos que haviam fugido puderam optar entre permanecer em território bizantino ou retornar para a sua terra natal.